# Siergiej Tichomirow
Siergiej Michajłowicz Tichomirow (ros. Сергей Михайлович Тихомиров, ur. 1 lutego?/14 lutego 1905 w Moskwie, zm. 25 listopada 1982 tamże) – radziecki chemik i polityk, minister przemysłu chemicznego ZSRR (1950–1958), członek KC KPZR (1956–1961).

## Życiorys
W latach 1921–1922 służył w Armii Czerwonej, 1924–1925 urzędnik kooperatywy WCIK i Rady Komisarzy Ludowych Rosyjskiej FSRR, w 1930 ukończył Moskiewski Instytut Technologiczno-Chemiczny i został inżynierem-technologiem barwników organicznych i półproduktów. W latach 1930–1932 asystent – zastępca kierownika wydziału węglowo-chemicznego Moskiewskiego Instytutu Chemiczno-Technologicznego im. Mendelejewa, 1932–1933 inżynier specjalnego laboratorium fabryki chemicznej w Jarosławiu, 1933–1934 inżynier specjalnego sektora Instytutu Naukowo-Badawczego Lakierów i Farb w Moskwie, 1934–1935 chemik specjalnego laboratorium w Instytucie Naukowo-Badawczym Organicznych Półproduktów i Barwników w Moskwie, 1935–1947 kierownik zmiany, zastępca kierownika i kierownik warsztatu, główny inżynier i (od 1938) dyrektor fabryki chemicznej w Moskwie. W 1939 przyjęty do WKP(b). W latach 1947–1950 zastępca ministra, a od 17 stycznia 1950 do 7 czerwca 1958 minister przemysłu chemicznego ZSRR. Od 14 października 1952 do 14 lutego 1956 zastępca członka, a od 25 lutego 1956 do 17 października 1961 członek KC KPZR. Od 18 czerwca do 20 sierpnia 1958 przewodniczący Państwowego Komitetu Rady Ministrów ZSRR ds. Chemii, 1958-1960 I zastępca przewodniczącego tego komitetu. 1960–1962 zastępca przewodniczącego Państwowego Komitetu Ekonomicznego ZSRR, 1962–1963 zastępca przewodniczącego Państwowego Komitetu Planowania Gospodarczego ZSRR, 1963 szef Wydziału Przemysłu Chemicznego i Naftowego Wyższej Rady Gospodarki Ludowej ZSRR, a od 13 marca 1963 do 2 października 1965 zastępca przewodniczącego tej Rady – minister ZSRR. W latach 1965–1969 I zastępca ministra przemysłu chemicznego ZSRR, 1969–1980 zastępca przewodniczącego Państwowego Komitetu Rady Ministrów ZSRR ds. Nauki i Techniki. Deputowany do Rady Najwyższej ZSRR od 4 do 6 kadencji. Od 1980 na emeryturze.

## Odznaczenia i nagrody
- Order Lenina (trzykrotnie)
- Order Czerwonego Sztandaru Pracy (trzykrotnie)
- Nagroda Stalinowska (1948)